# 25858 Donherbert
25858 Donherbert è un asteroide della fascia principale. Scoperto nel 2000, presenta un'orbita caratterizzata da un semiasse maggiore pari a 3,0405344 UA e da un'eccentricità di 0,0558330, inclinata di 16,28336° rispetto all'eclittica.